# Petra Wadström
Petra Wadström (ur. 20 lutego 1952 w Sztokholmie)   – szwedzka wynalazczyni i założycielka firmy Solvatten.

## Życiorys
Urodziła się w Sztokholmie. Wadström studiowała w Instytucie Karolinska. W 2006 roku w Sztokholmie założyła firmę Solvatten, którą prowadzi wspólnie z synem Davidem (szef marketingu i komunikacji). Produkuje ona jej wynalazek solvatten - zbiornik pozwalający oczyścić wodę dzięki energii słonecznej. Potrzebuje na to od 2-6 godzin ogrzewania energia słoneczną. Otrzymała liczne nagrody, w tym w 2013 roku Nagrodę Polhema.
Jest żoną Carla Wadströma, matką czwórki dzieci.